# ERC32
ERC32 — 32-битный микропроцессор, реализующий систему команд SPARC V7, устойчивый к радиации. Разработан компанией Temic (сейчас Atmel) в 1990-х годах  и предназначался для применения в космосе. Были выпущены две версии процессора: ERC32 Chip Set и ERC32 Single Chip.
Исходный код на языке VHDL распространяется под лицензией GNU Lesser General Public License.